# Świnoujście
Świnoujście é um município da Polônia, na voivodia da Pomerânia Ocidental. Estende-se por uma área de 203 km², com 40 883 habitantes, segundo os censos de 2019, com uma densidade de 208 hab/km².